# Stephanie Müller (Biathletin)
Stephanie Müller (* 2. April 1985) ist eine frühere deutsche Biathletin.
Stephanie Müller ist Polizeimeisteranwärterin bei der Bundespolizei und lebt in Willingen und Bad Endorf. Ihr Verein ist der SC Willingen . Sie begann im Alter von acht Jahren zunächst mit dem Langlauf, versuchte sich mit 13 erstmals auch im Schießen und wechselte danach schnell zum Biathlon.
Sie lief 2002 in Ridnaun erstmals bei Jugendweltmeisterschaften und wurde im Einzel 14. Erst vier Jahre später startete sie in Presque Isle erneut bei Juniorenweltmeisterschaften. Im Einzel wurde sie hier 16., im Sprint 30. Von dieser Position konnte sie in der Verfolgung bis auf Rang sechs vorlaufen. Zusammen mit Magdalena Neuner und Carolin Hennecke gewann sie zudem Gold im Staffelrennen. Zwischen beiden Titelkämpfen startete Müller im Biathlon-Weltcup der Junioren und gewann dort zwei Rennen und wurde dreimal Zweite. 2003 wurde sie mit dem Team Siegerin bei den europäischen Jugendspielen, 2005 zudem Deutsche Juniorenmeisterin im Einzel.
Seit 2006 trat sie bei den Senioren an. Auch hier war wie schon in der Juniorenzeit ihr Haupteinsatzgebiet der Biathlon-Europacup. Schon bei ihrem ersten Rennen, einem Sprint in Obertilliach, kam sie als Zehnte unter die Top Ten. Größter Erfolg wurde 2007 ein Sieg in Forni Avoltri. In der Gesamtwertung der Saison wurde sie Vierte. Zum Ende der Saison trat sie bei den Biathlon-Europameisterschaften 2007 in Bansko an. Im Einzel wurde sie dort 25., im Sprint 13. und 14. im Verfolger. Mit der Staffel gewann Müller an der Seite von Jenny Adler, Ute Niziak und Sabrina Buchholz hinter den Weißrussinnen die Silbermedaille. 2008 beendete sie aus beruflichen Gründen sowie aus der Nichtberücksichtigung für die Förderkader aufgrund von Verletzungen in der Vorbereitung ihre Karriere.